# Château de la Chaize (Les Loges-Marchis)
Pour l’article homonyme, voir Château de la Chaize (Odenas).
Le château de la Chaize est une demeure qui se dresse sur le territoire de la commune française des Loges-Marchis, dans le département de la Manche, en région Normandie.
Le château est partiellement inscrit aux monuments historiques.

## Localisation
Le château de la Chaize est situé, à 2 km à l'est de la commune des Loges-Marchis,  dans le département français de la Manche. Le château défendait la frontière du duché de Normandie face au duché de Bretagne.

## Historique
Le château a été restauré après la guerre de Cent Ans, puis rénové et entretenu par ses propriétaires successifs jusqu'à la famille Malet de Graville, qui l'occupait en 2014.

## Description
Tour du XVe siècle.

## Protection aux monuments historiques
Les façades et les toitures du manoir, du corps de garde et des communs, ainsi que la chapelle sont inscrits au titre des monuments historiques par arrêté du 28 février 1978.